# Cyclea varians
Cyclea varians är en tvåhjärtbladig växtart som beskrevs av William Grant Craib. Cyclea varians ingår i släktet Cyclea och familjen Menispermaceae. Inga underarter finns listade i Catalogue of Life.